# Mliriprowo
Mliriprowo is een bestuurslaag in het regentschap Sidoarjo van de provincie Oost-Java, Indonesië. Mliriprowo telt 3936 inwoners (volkstelling 2010).